# تبرماهی خال‌دار
تبرماهی خال‌دار (نام علمی: Gasteropelecus maculatus) نام یک گونه از سرده تبرشکم‌ها است.